# Estación de Saint-Sulpice
Saint-Sulpice es una estación de la línea 4 del metro de París situada en el VI Distrito de la ciudad.

## Historia
La estación de la línea 4 fue inaugurada el 9 de enero de 1910. 
Debe su nombre a la cercana Iglesia de Saint-Sulpice.

## Descripción
Se compone de dos andenes laterales de 90 metros de longitud y de dos vías. 
En el año 2010, la estación fue renovada y despojada de los revestimientos metálicos que forraban la bóveda. Se recuperó así su diseño original con un claro predominio de los azulejos blancos biselados. 
Su iluminación ha sido renovada empleando el modelo vagues (olas) con estructuras casi adheridas a la bóveda que sobrevuelan ambos andenes proyectando la luz en varias direcciones.
La señalización por su parte usa la moderna tipografía Parisine donde el nombre de la estación aparece en letras blancas sobre un panel metálico de color azul.
Por último, los asientos de la estación son los modernos Coquille o Smiley, unos asientos en forma de cuenco inclinado para que parte del mismo pueda usarse como respaldo y que poseen un hueco en la base en forma de sonrisa.

## Accesos
La estación dispone de tres accesos situados en la calle de Rennes.